# Collège international de philosophie
O Collège international de philosophie (CIPh), fundado em 1983 por iniciativa de François Châtelet, Jacques Derrida, Jean-Pierre Faye e Dominique Lecourt, é uma instituição francesa de pesquisa e de formação para a pesquisa, aberta ao público. 
Sediada em Paris (1, rue Descartes), funciona no modelo de universidade aberta sem todavia ser uma, e organiza, ao longo do ano, seminários, colóquios, conferências, jornadas de estudos, debates e fóruns de discussão. Publica a revista Rue Descartes.
O corpo docente é constituído não de professores mas de diretores de programa, título escolhido por Jacques Derrida a fim de marcar uma diferença em relação à universidade.>
O Collège funcionou com uma dotação de 240.000  euros até  outubro de 2014, quando esse financiamento foi aparentemente questionado, provocando inquietude e dúvidas quanto ao futuro da instituição. Segundo o site do CIPh, no dia  22 de outubro daquele ano, o  Ministério do Ensino Superior e da Pesquisa da França e, no dia 27, a Presidência da República  asseguraram que a  dotação seria mantida. 